# Любча (Киевская область)
Любча (укр. Любча) — село, входит в Ставищенский район Киевской области Украины.
Население по переписи 2001 года составляло 419 человек. Почтовый индекс — 09410. Телефонный код — 4564. Занимает площадь 2,284 км². Код КОАТУУ — 3224284402.
Усадьба Пржецлавских была разгромлена в конце января 1918 года.

## Местный совет
09410, Київська обл., Ставищенський р-н, с. Гостра Могила, вул. Леніна, 41